# Deadmau5
Joel Thomas Zimmerman (født 5. januar 1981 i Toronto, Canada), kendt professionelt som deadmau5 (udtales på engelsk: "dead mouse", oversat til dansk: "død mus"), er en canadisk musikproducer. Han anser ikke sig selv som den klassiske DJ, da han sjældent spiller andre sange end sine egne. Han er derfor mere anset som en musikproducer, selvom han dog selv foretrækker titlen "liveperformer".[kilde mangler]
Zimmerman laver Electro House, hvor han henter elementer ind fra House, Trance og Techno. Han er blandt andet kendt for hittet «The Reward is Cheese», og andre sange som «Ghosts N Stuff», «Aguru», «Hi Friend», «Not Exactly». Han var desuden blandt de største DJ's, der spillede på Roskildefestivalen i 2009 og 2011. Zimmermans «Ghosts N Stuff» og «Not Exactly» er de mest succesfulde sange han nogensinde har produceret. «Ghosts N Stuff» og «Not Exactly» var på toppen af Beatportlisten i flere uger i 2008. I 2008 blev han kåret af Beatport til årets Electro House DJ. Han fik også prisen for bedste Progressiv house DJ og Bedste Electro House single med «Not Exactly». Han vandt igen i 2009 prisen for bedste Electro House og Progressiv House artist. 13 maj gav Zimmerman koncert i et udsolgt VEGA, hvor koncerten bød på de fleste af hans kendte hits i pre-mixet form. Han spillede desuden på Smukfest i år 2014. 

## Oprindelse af navn og logo
Navnet "deadmau5" er et Zimmerman selv har fundet på. Han skulle sætte et nyt grafikkort i, hvor han så fandt en død mus i computeren (fortæller han til Tom Green i et interview med Kat von D). Han jokede derefter med navnet, og ville kalde sig selv "deadmouse" på chatprogrammet IRC, men da navnet var for langt, kalder han sig for "deadmau5"
Logoet er noget han selv har lavet sammen med en ven. Vennens far var meget businessminded og mente, at vennen skulle sørge for copyright til  billedet. Vennen valgte at give Joel rettighederne over billedet og sagde "Hvis du nogensinde performer live, så brug dette logo" og det er, hvad Joel har gjort hidtil med stor succes. Det originale billede indeholdt kun ansigtet, ørerne er en senere tilføjelse fra Joels side.

## Diskografi
- 2006 – Get Scraped
- 2006 – Vexillology
- 2007 – Full Circle
- 2008 – Random Album Title
- 2008 – At Play
- 2009 – It Sounds Like
- 2009 – For Lack of a Better Name
- 2010 – 4x4=12
- 2012 – Album Title Goes Here
- 2012 – At Play Vol. 4
- 2014 - While (1<2) [Albummet er et continuous mix, og han vil ikke selv danse til det]
- 2016 - W:/2016ALBUM/
- 2017 - stuff i used to do